# Szatymaz
Szatymaz – wieś i gmina położona w południowej części Węgier, w powiecie Segedyn, wchodzącego w skład komitatu Csongrád.